# 賀川ハル

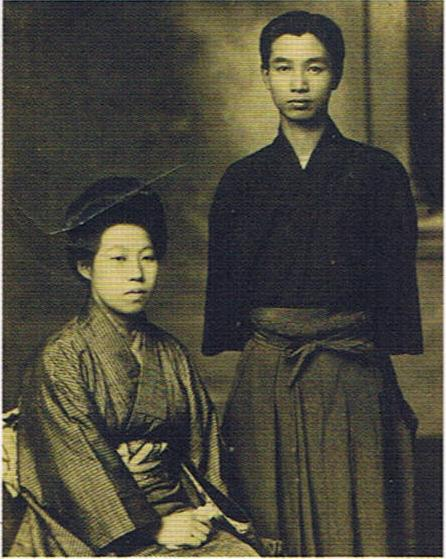
賀川豊彦（右）とハル（左）

賀川 ハル（かがわ はる、1888年（明治21年）3月16日 - 1982年（昭和57年）5月5日）は、日本の社会運動家。キリスト教の社会事業家賀川豊彦の妻である。旧姓は芝。印刷業者の村岡儆三（翻訳家村岡花子の夫）の従姉妹にあたる。

## 生涯

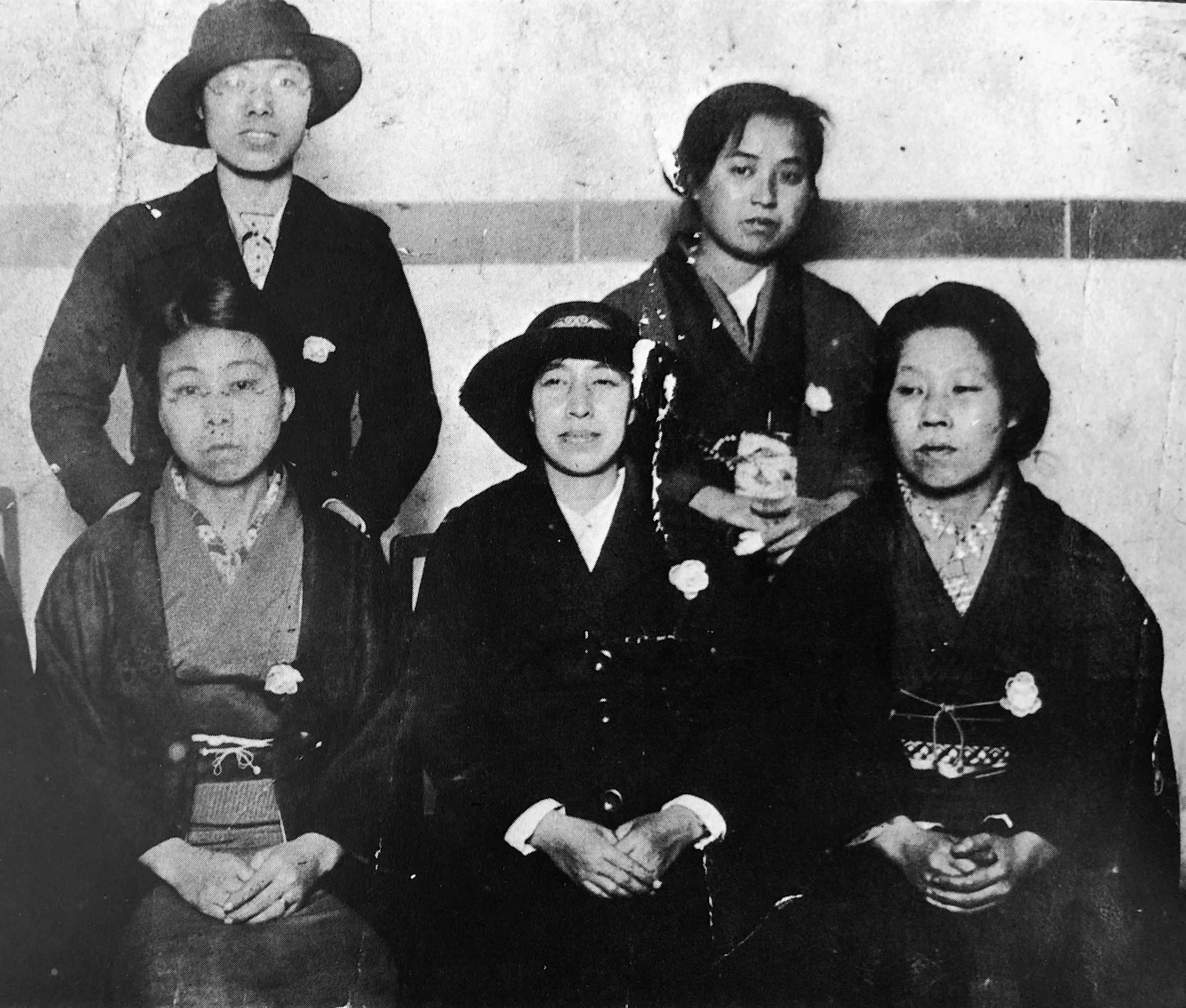
前列左から長谷川初音、平塚らいてう、賀川ハル。後列左から市川房枝、奥むめお。1920年3月撮影。

横須賀で芝房吉・むら夫婦の長女として生まれ、15歳で東京に女中として奉公に出る。父の転勤で神戸に移り、父親の勤務する福音印刷会社の女子工員として働く。
1911年（明治43年）の夏に、従業員の賛美歌指導に来た賀川豊彦に出会った。1912年（大正元年）12月21日にマイアース宣教師より洗礼を受ける。1913年5月27日に豊彦と結婚する。
1914年（大正3年）に豊彦が留学のために渡米すると、共立女子神学校に入学する。夫妻の留守中に、妹の芝フミと武内勝が事業の責任を担う。1917年（大正6年）ハルは神学校を卒業し、新川に戻る。
1921年（大正10年）に女性牧師長谷川初音の発案で覚醒婦人協会を創立する。
1938年（昭和13年）に雲柱社の理事になる。
戦後は1956年（昭和31年）から日本基督教婦人矯風会の理事を務め、1960年（昭和35年）の夫豊彦の死後は、イエス団の理事長に就任し、夫の事業を引き継いだ。1977年にキリスト教功労者を受賞。墓所は多磨霊園。

## 著書
- 『貧民窟物語』福永書店〈社会問題叢書 7〉、1920年5月。 NCID BA33896901。
- 『女中奉公と女工生活』福永書店、1923年4月。 NCID BN05893929。全国書誌番号:43035788。
  - 『女中奉公と女工生活』大空社〈叢書女性論 20〉、1996年1月。ISBN 9784756800299。 NCID BN13813798。全国書誌番号:97022953。
- 『太陽地に落ちず』福音書房、1947年4月。 NCID BA60138305。全国書誌番号:46030449。
  - 『太陽地に落ちず』ともしび社〈救国伝道ともしびシリーズ〉、1955年2月。 NCID BA60138305。

## 資料集
- 三原容子編 編『賀川ハル史料集』 第1巻、緑蔭書房、2009年7月。ISBN 9784897742823。 NCID BA91008246。全国書誌番号:21679035。
- 三原容子編 編『賀川ハル史料集』 第2巻、緑蔭書房、2009年7月。ISBN 9784897742830。 NCID BA91008246。全国書誌番号:21679036。
- 三原容子編 編『賀川ハル史料集』 第3巻、緑蔭書房、2009年7月。ISBN 9784897742847。 NCID BA91008246。全国書誌番号:21679038。